# Гергана Янева
Гергана Янева е българска писателка на произведения в жанровете любовен роман и фентъзи. Пише под псевдонима Аня Сноу.

## Творчество
През 2013 г. е издаден първият ѝ фентъзи любовен роман „Опасни игри“ от поредицата „Страст в здрача“ в съавторство със Скарлет Уайт.
През 2014 г. е издаден романът ѝ „Забранено изкушение“ от поредицата „Грехове“. поредицата проследява историята и борбата за свобода на Седемте смъртни гряха – Гняв, Леност, Завист, Похот, Лакомия, Алчност и Гордост – могъщи демони, създадени от Хадес в Подземното царство. Избягали от подземното царство, срещу тях са изпратени най-силни им врагове – добродетелите. Дали любовта ще може да победи празните адски души или те отнова ще загубят свободата си?

## Произведения

### Самостоятелни романи
- Бели и черни крила (2014)

### Серия „Страст в здрача“
1. Опасни игри (2013) – със Скарлет Уайт
2. Съдбоносно желание (2013)
3. Тънката граница (2013) – със Скарлет Уайт

### Серия „Грехове“
1. Забранено изкушение (2014)
2. Огнен копнеж (2015)